# Magnus Callander (borgmästare)
Magnus Callander, född 6 oktober 1646 i Lerbäck, död 18 oktober 1695 i Örebro, var en svensk justitieborgmästare och politieborgmästare i Örebro stad.

## Biografi
Callander avled 1695 i Örebro.